# Цезеции
Цезециите (gens Caesetia) са фамилия по време на Римската република.
Известни от фамилията:
- Публий Цезеций, квесторът на Вер.
- Гай Цезеций, eques при Юлий Цезар и съдейства за Квинт Лигарий
- Луций Цезеций Флав, народен трибун 44 пр.н.е.